# Herman Salomonson

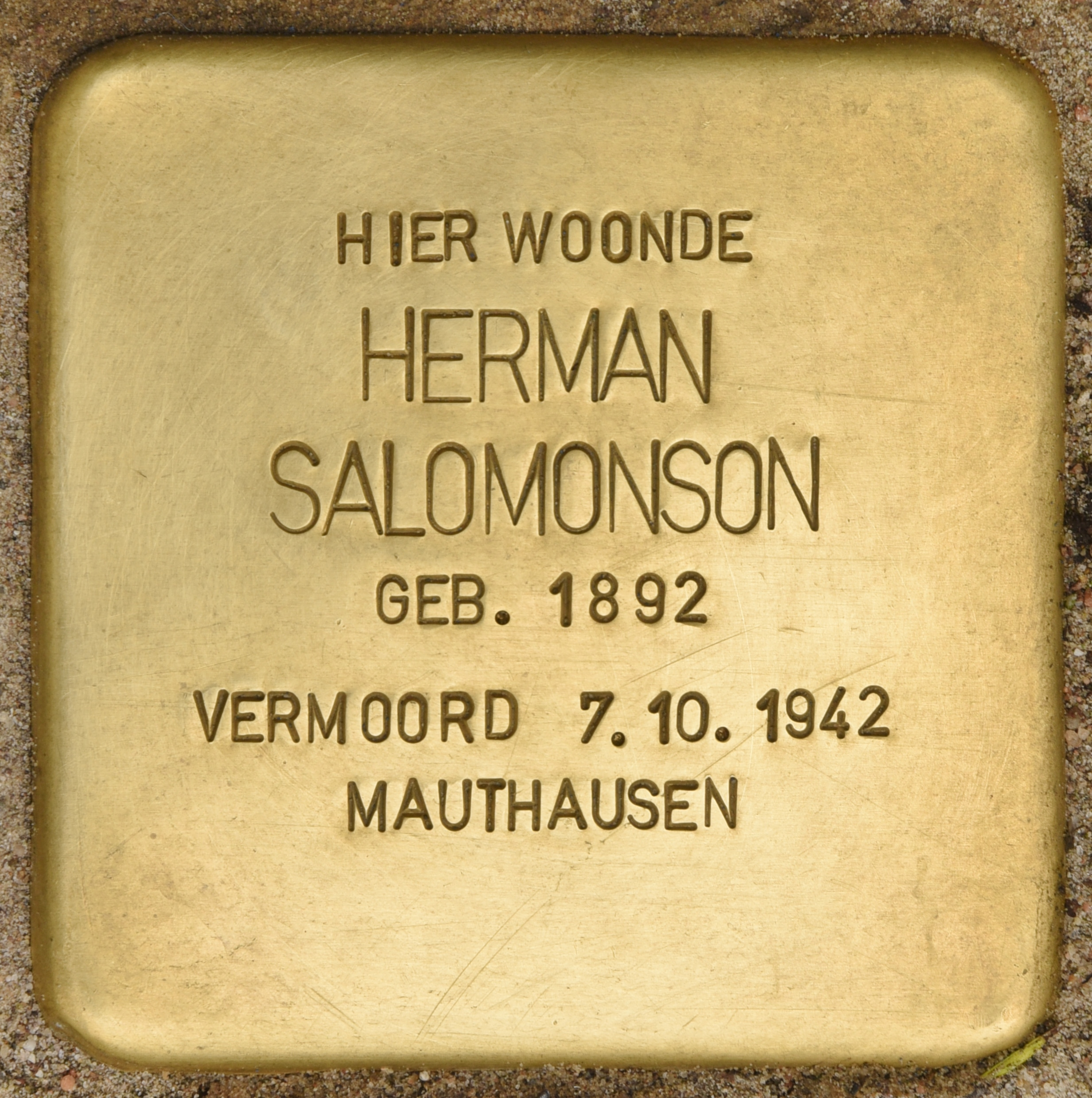
Stolperstein für Herman Salomonson in Den Haag, Laan Copes van Cattenburch 129

Herman Salomonson, auch bekannt als Melis Stoke, (geb. 24. März 1892 in Amsterdam; gest. 7. Oktober 1942 im KZ Mauthausen) war ein niederländischer Journalist, Schriftsteller und Dichter. 1940 wurde er von den deutschen Besatzern der Niederlande verhaftet und 1942 ermordet.

## Biographie
Herman Salomonson wurde 1892 als Sohn von Dinah Wertheim, Tochter eines Amsterdamer Bankiers, und Maurits Salomonson, Kind einer jüdischen Kaufmannsfamilie, geboren. Er wuchs in einer begüterten, liberalen Umgebung auf. Er studierte zunächst an der Technischen Hochschule in Delft. Nach Ausbruch des Ersten Weltkriegs brach er sein Studium ab und zog nach Belgien, von wo er für eine Amsterdamer Zeitung über die Kriegsgeschehnisse berichtete.
1915 ging Salomonson zurück in die Niederlande und wurde Redakteur der Wochenzeitung De Groene Amsterdammer. Er erwarb sich erste Bekanntheit durch humorvolle „gereimte Chroniken“ von Tagesaktualitäten und verfasste seinen ersten Roman. Seine literarischen Arbeiten erschienen zumeist unter dem Pseudonym Melis Stoke, bezugnehmend auf den niederländischen Chronisten Melis Stoke aus dem 13. Jahrhundert, der ebenfalls in Reimform schrieb. 1916/17 leistete er seine Wehrpflicht ab und wurde als Reserveoffizier ausgebildet. 1922 heiratete er Annie Maas Geesteranus (1896–1992). Die Eheleute bekamen zwei Kinder: Sohn Herman Arnold Nicolaas „Hans“ (1922–1945) und Tochter Nannette „Netje“ (geboren 1925).
Von 1923 bis 1927 war er Chefredakteur der bekannten Tageszeitung Java Bode in Batavia, der Hauptstadt von Niederländisch-Indien. Er brachte die renommierte, aber angeschlagene Zeitung wieder auf Erfolgskurs. Seine Erfahrungen in der Kolonie hatten nachhaltigen Einfluss auf sein Werk. Von den „indischen“ Romanen, die er publizierte, ist vor allem Zoutwaterliefde (Salzwasserliebe, 1929) bekannt geworden. Auch seine Zeitschriftenkolumnen hatten häufig einen „indischen“ Fokus.
Ab 1927 hatten Salomonson und seine Familie ihren Lebensmittelpunkt in Den Haag. Als Direktor der dortigen Niederlassung des Niederländisch-Indischen Pressebüros Aneta (Algemeen Nieuws- en Telegraaf-Agentschap) nahm er bei der Berichterstattung zwischen Mutterland und Kolonie eine Schlüsselposition ein. In dieser Zeit konvertierte er zum Christentum; sein tiefer Glaube spiegelte sich auch in seinen Texten wider.

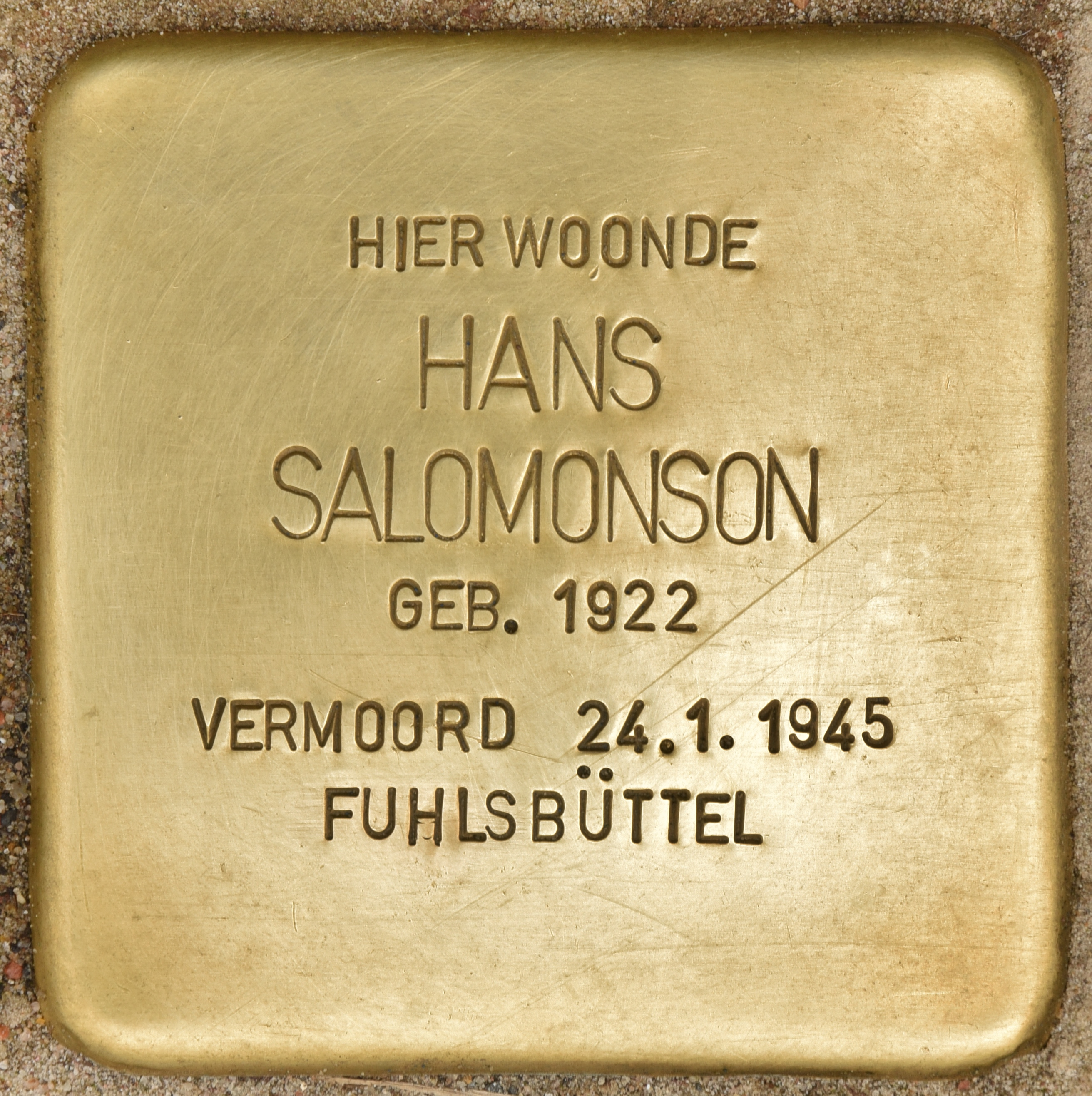
Stolperstein für Salomonsons Sohn Hans, ebenfalls vor dem Haus Laan Copes van Cattenburch 129 in Den Haag

Als am 1. September 1939, zu Beginn des Zweiten Weltkriegs, die allgemeine Mobilmachung in den Niederlanden erfolgte, wurde auch Salomonson einberufen. Als „Reservekapitän für Sonderdienste“ wurde er in das Vrijwillig Landstormkorps Luchtafweerdienst (Freiwilliges Heeresluftverteidigungskorps) aufgenommen. Vor der deutschen Okkupation im Mai 1940 verbreitete er im Radio die Nachrichten über deutsche Flugzeuge, die in den niederländischen Luftraum eindrangen. Auch produzierte er gemeinsam mit Reserveoffizier L.C. Reedijk unter seinem Namen einen kurzen Dokumentarfilm über die niederländische Luftverteidigung; das Drehbuch schrieb Melis Stoke. Im Februar 1940 wurde der Film Luchtgevaar! veröffentlicht, die Mitarbeiter waren dieselben. Der Film wurde im Hotel Krasnapolsky uraufgeführt, und die beiden Macher wurden von Prinz Bernhard ausgezeichnet.
Salomonson blieb bis zum 10. Mai 1940, dem Tag der Besetzung durch die Deutschen, auf Sendung. Loe de Jong berichtete später in seinem Werk Het Koninkrijk der Nederlanden in de Tweede Wereldoorlog, dass Salomonson auf Veranlassung des Kulturattachés der deutschen Botschaft Heinrich Hushahn am 15. Mai 1940 der Zutritt zum Gebäude des Algemeen Nederlands Persbureau (ANP), wo auch das Aneta seinen Sitz hatte, verweigert wurde. Zuvor hatte Hushahn persönlich alle jüdischen Mitarbeiter des ANP entlassen. Herman Salomonson verbreitete in der folgenden Zeit illegal Gedichte, die er geschrieben hatte.
Am 26. Oktober 1940 holte die Gestapo Herman Salomonson aus seiner Wohnung in der Laan Copes van Cattenburch 129 in Den Haag. Seine Tätigkeit für die niederländische Luftverteidigung wurde als „deutschlandfeindlich“ angesehen, zudem galt er den Deutschen trotz seiner Konversion als Jude. Während seiner Gefangenschaft als „Schutzhäftling“ in Scheveningen im Oranjehotel wurde er schwer misshandelt. Dennoch schrieb er dort berührende Gedichte für seine Mitgefangenen, die 1946 unter dem Titel Recrutenschool (Rekrutenschule) publiziert wurden; Überlebende bezeugten nach dem Krieg „seine verblüffende Selbstlosigkeit“. Er habe an die „das Böse besiegende Kraft der Liebe“ geglaubt. Am 12. April 1942 wurde er vom Durchgangslager Amersfoort aus nach Buchenwald deportiert, anschließend kam er nach Mauthausen, wo er am 7. Oktober 1942 ermordet wurde. Auf der Todesmeldung heißt es „auf der Flucht erschossen“.
Für Herman Salomonson und seinen Sohn Hans – einen Widerstandskämpfer, der im Januar 1945 im KZ Fuhlsbüttel ermordet worden war – wurden am 9. März 2019 vor ihrem damaligen Haus in Den Haag, 129 Laan Copes van Cattenburch, Stolpersteine verlegt. Das Grab von Hans Salomonson befindet sich auf dem Niederländischen Ehrenfeld Hamburg. Herman Salomonsons Frau Annie und seine Tochter überlebten den Krieg. Nannette Salomonson heiratete 1947 den niederländischen Maler Edgar Fernhout (1912–1974).

## Werke (Auswahl)
- De collage van Ferdinand Volnay (1916)
- Van aardappelmes tot officiersdegen. Uit het dagboek van een landstormplichtige (1917).
- Bomston (1920).
- Een man van geld. Avonturen-roman van eenvoudige lui (1930).
- Er waren eens twee koningskinderen. Een vroolijke filmfantasie (1932).
- De Reis zonder einde (1937).
- Hoogwaardigen. De geschiedenis eener ideale echtverbintenis (1937).
- Rieman en Co. (1938).
- De man die het Britsch Museum cadeau kreeg. Een fantastische roman (1939, Science-Fiction, die im Jahr 2000 spielt).
- Recrutenschool en andere gevangenisverzen van Herman Salomonson (Melis Stoke).
- Melis Stoke (Pseudonym von Herman Salomonson): Zoutwaterliefde. Kroniek van een reis per mailboot (2006). Nachdruck mit ausführlicher Biographie.